# Người kéo học yêu
Người kéo học yêu (tiếng Anh: Edward Scissorhands) là bộ phim điện ảnh Mỹ do Tim Burton đạo diễn, theo thể loại khoa học viễn tưởng lãng mạn, phát hành vào năm 1990. Phim được đề cử giải Oscar cho hạng mục Hóa trang xuất sắc cũng như giải thưởng của Viện phim Anh và giải Saturn.

## Nội dung
Edward Scissorhands được một vị giáo sư chế tạo nên từ chiếc máy cắt bánh, ông cho Edward đầy đủ những thứ mà con người có: bộ óc, trái tim... Nhưng vị giáo sư đã chết trước khi kịp chế tạo đôi tay người cho Edward. Sau đó, Edward sống cô độc trên tòa lâu đài hoang, cho đến một hôm cậu được bà Peg Boggs phát hiện và đưa về nhà làm con nuôi. Bước vào thế giới mới, Edward được mọi người yêu quý vì những tác phẩm tuyệt vời được cậu tạo ra với đôi bàn tay kéo cùng sự hiền lành, thân thiện và ngây thơ của mình. Rồi, Edward có tình cảm với Kim Boggs, cô con gái của bà Peg. Nhưng Kim đã có người yêu và không để ý gì đến cậu, thậm chí sợ cậu vì hình hài lập dị. Edward quyết tâm chiếm trái tim của cô gái bằng việc thực hiện tất cả những gì cô gái yêu cầu, kể cả trộm cắp. Dần dần Kim yêu Edward nhưng mối tình này bị ngăn trở bởi bạn trai cũ của Kim - người luôn dùng mọi thủ đoạn làm hại Edward, bịa chuyện khiến cậu bị mọi người hiểu lầm và xa lánh, bị cảnh sát truy đuổi. Edward chạy trốn về tòa lâu đài nhưng tên người yêu cũ không để yên, đuổi theo đòi sát hại cậu. Sau đó Edward đâm hắn chết trước sự chứng kiến của Kim. Người dân cũng đuổi theo và phát hiện cái xác, điều đó có nghĩa là Edward sẽ không được mọi người chấp nhận. Kim phải nói dối mọi người rằng Edward đã chết và họ không bao giờ được gặp lại nhau sau đêm đó nữa...

## Diễn viên
- Johnny Depp as Edward Scissorhands
- Winona Ryder as Kim Boggs
- Dianne Wiest as Peg Boggs
- Anthony Michael Hall as Jim
- Kathy Baker as Joyce
- Vincent Price as The Inventor
- Alan Arkin as Bill Boggs
- Robert Oliveri as Kevin Boggs
- Conchata Ferrell as Helen*
- Caroline Aaron as Marge
- O-Lan Jones as Esmeralda
- Dick Anthony Williams as Officer Allen
- Steven Brill as Dishwasher Man
- Stephen Hawking as Stranger